# Elección al Senado de los Estados Unidos en Kentucky de 2020
La Elección al Senado de los Estados Unidos en Kentucky de 2020 se llevaron a cabo el 3 de noviembre de 2020 para elegir a un miembro del Senado de los Estados Unidos para representar al estado de Kentucky, al mismo tiempo que las elecciones presidenciales de los Estados Unidos de 2020, así como otras elecciones al Senado los Estados Unidos en otros estados. Elecciones a la Cámara de Representantes de Estados Unidos y diversas elecciones estatales y locales. El senador republicano titular Mitch McConnell, quien ha sido líder de la mayoría del Senado desde 2015 y senador de Kentucky desde 1985, se postuló para la reelección para un séptimo mandato en el cargo. Se enfrentó a la expiloto de combate de la Marina de los EE. UU. Amy McGrath y al libertario Brad Barron.
A pesar de mucha especulación acerca de que esta carrera era potencialmente competitiva y de que se invirtieron grandes cantidades de dinero para tratar de derrotar a McConnell, terminó ganando un séptimo mandato, derrotando a McGrath en casi un 20%. También ganó los condados de Elliott y Wolfe por primera vez, solidificando el duro giro de Kentucky rural hacia el Partido Republicano. McGrath superó al candidato demócrata Joe Biden en las elecciones presidenciales concurrentes, quien perdió ante el presidente Donald Trump en casi un 26%. Esta fue la primera elección en la que McConnell superó el millón de votos.

## Elección general

### Predicciones
| Fuente                | Clasificación | As of                  |
| --------------------- | ------------- | ---------------------- |
| Cook Political Report | Probable      | 29 de octubre de 2020  |
| Inside Elections      | Sólido        | 28 de octubre de 2020  |
| Sabato's Crystal Ball | Probable      | 2 de noviembre de 2020 |
| 270toWin              | Probable      | 2 de noviembre de 2020 |
| Político              | Probable      | 2 de noviembre de 2020 |

### Encuestas
Resumen gráfico
| Fuente de la encuesta                                                                          | Fecha(s) de realización                | Tamaño de muestra | Margen de error | Mitch McConnell (R) | Amy McGrath (D) | Brad Barron (L) | Otro Indecisos |
| ---------------------------------------------------------------------------------------------- | -------------------------------------- | ----------------- | --------------- | ------------------- | --------------- | --------------- | -------------- |
| Swayable Archivado el 13 de noviembre de 2020 en Wayback Machine.                              | 23 de octubre - 1 de noviembre de 2020 | 365 (LV)          | ± 7.9%          | 49%                 | 46%             | 5%              | –              |
| Morning Consult                                                                                | 22-31 de octubre de 2020               | 911 (LV)          | ± 3%            | 51%                 | 40%             | –               | –              |
| Bluegrass Community & Technical College Archivado el 30 de octubre de 2020 en Wayback Machine. | 12-28 de octubre de 2020               | 640 (LV)          | ± 3.9%          | 50%                 | 40%             | –               | 10%            |
| Cygnal                                                                                         | 19-20 de octubre de 2020               | 640 (LV)          | ± 3.9%          | 50%                 | 40%             | 5%              | 5%             |
| Mason-Dixon                                                                                    | 12-15 de octubre de 2020               | 625 (LV)          | ± 4%            | 51%                 | 42%             | 4%              | 3%             |
| Morning Consult                                                                                | 11-20 de septiembre de 2020            | 746 (LV)          | –               | 52%                 | 37%             | –               | –              |
| Data for Progress (D)                                                                          | 14-19 de septiembre de 2020            | 807 (LV)          | ± 3.5%          | 46%                 | 39%             | 3%              | 12%            |
| Data for Progress (D)                                                                          | 14-19 de septiembre de 2020            | 807 (LV)          | ± 3.5%          | 48%                 | 41%             | –               | 11%            |
| Quinnipiac University                                                                          | 10-14 de septiembre de 2020            | 1,164 (LV)        | ± 2.9%          | 53%                 | 41%             | –               | 5%             |
| Quinnipiac University                                                                          | 30 de julio - 3 de agosto de 2020      | 909 (RV)          | ± 3.3%          | 49%                 | 44%             | –               | 7%             |
| Bluegrass Data (D) Archivado el 9 de agosto de 2020 en Wayback Machine.                        | 25-29 de julio de 2020                 | 3,020 (RV)        | ± 2.0%          | 49%                 | 46%             | 4%              | –              |
| Morning Consult                                                                                | 24 de julio - 2 de agosto de 2020      | 793 (LV)          | ± 3.0%          | 53%                 | 36%             | –               | 12%            |
| Spry Strategies (R)                                                                            | 11-16 de julio de 2020                 | 600 (LV)          | ± 3.7%          | 55%                 | 33%             | –               | 12%            |
| Garin-Hart-Yang Research (D) Archivado el 16 de julio de 2020 en Wayback Machine.              | 7-12 de julio de 2020                  | 800 (LV)          | ± 3.5%          | 45%                 | 41%             | 7%              | 7%             |
| Civiqs/Data for Progress                                                                       | 13-15 de junio de 2020                 | 898 (RV)          | ± 3.8%          | 53%                 | 33%             | 4%              | 11%            |
| RMG Research                                                                                   | 21-24 de mayo de 2020                  | 500 (RV)          | ± 4.5%          | 40%                 | 41%             | –               | 19%            |
| Bluegrass Data (D) Archivado el 9 de agosto de 2020 en Wayback Machine.                        | 7-12 de abril de 2020                  | 4,000 (RV)        | –               | 40%                 | 38%             | 7%              | –              |
| Change Research (D)                                                                            | 17-21 de enero de 2020                 | 1,281 (LV)        | ± 2.8%          | 41%                 | 41%             | –               | 18%            |
| Garin-Hart-Yang Research (D)                                                                   | 8-13 de enero de 2020                  | 802 (LV)          | ± 3.5%          | 43%                 | 40%             | –               | 17%            |
| Fabrizio Ward                                                                                  | 29-31 de julio de 2019                 | 600 (LV)          | ± 4.0%          | 47%                 | 46%             | –               | 6%             |
| Change Research (D)                                                                            | 15-16 de junio de 2019                 | 1,629 (LV)        | –               | 47%                 | 45%             | –               | 8%             |

#### Encuesta hipotética
con Charles Booker
| Fuente de la encuesta    | Fecha(s) de realización | Tamaño de muestra | Margen de error | Mitch McConnell (R) | Charles Booker (D) | Otro Indecisos |
| ------------------------ | ----------------------- | ----------------- | --------------- | ------------------- | ------------------ | -------------- |
| Civiqs/Data for Progress | 13-15 de junio de 2020  | 898 (RV)          | ± 3.8%          | 52%                 | 38%                | 9%             |

con Jim Gray
| Fuente de la encuesta | Fecha(s) de realización | Tamaño de muestra | Margen de error | Mitch McConnell (R) | Jim Gray (D) | Otro Indecisos |
| --------------------- | ----------------------- | ----------------- | --------------- | ------------------- | ------------ | -------------- |
| Gravis Marketing      | 11-12 de junio de 2019  | 741 (LV)          | ± 3.6%          | 49%                 | 41%          | 10%            |

con demócrata genérico
| Fuente de la encuesta                                                             | Fecha(s) de realización  | Tamaño de muestra | Margen de error | Mitch McConnell (R) | Demócrata genérico | Otro Indecisos |
| --------------------------------------------------------------------------------- | ------------------------ | ----------------- | --------------- | ------------------- | ------------------ | -------------- |
| Public Policy Polling                                                             | 14-15 de mayo de 2020    | 1,104 (V)         | –               | 47%                 | 44%                | 9%             |
| Public Policy Polling (D) Archivado el 25 de febrero de 2019 en Wayback Machine.  | 11-12 de febrero de 2019 | 748 (RV)          | ± 3.6%          | 45%                 | 42%                | 12%            |
| Public Policy Polling (D) Archivado el 9 de diciembre de 2020 en Wayback Machine. | 15-16 de agosto de 2017  | 645 (V)           | –               | 37%                 | 44%                | 19%            |

sobre si Mitch McConnell merece ser reelegido
| Fuente de la encuesta                                                            | Fecha(s) de realización  | Tamaño de muestra | Margen de error | Si  | No  | Otro Indecisos |
| -------------------------------------------------------------------------------- | ------------------------ | ----------------- | --------------- | --- | --- | -------------- |
| Fabrizio Ward/AARP                                                               | 29-31 de julio de 2019   | 600 (LV)          | ± 4.0%          | 31% | 62% | 8%             |
| Public Policy Polling (D) Archivado el 25 de febrero de 2019 en Wayback Machine. | 11-12 de febrero de 2019 | 748 (RV)          | ± 3.6%          | 32% | 61% | 8%             |

Con un republicano genérico vs. un demócrata genérico
| Fuente de la encuesta | Fecha(s) de realización     | Tamaño de muestra | Margen de error | Republicano genérico | Demócrata genérico | Otro Indecisos |
| --------------------- | --------------------------- | ----------------- | --------------- | -------------------- | ------------------ | -------------- |
| Cygnal                | 19-20 de octubre de 2020    | 640 (LV)          | ± 3.9%          | 55%                  | 39%                | 6%             |
| Quinnipiac University | 10-14 de septiembre de 2020 | 1,164 (LV)        | ± 2.9%          | 54%                  | 38%                | 8%             |
| Fabrizio Ward/AARP    | 29-31 de julio de 2019      | 600 (LV)          | ± 4.0%          | 48%                  | 42%                | 13%            |

### Resultados
| Elección al Senado de los Estados Unidos en Kentucky de 2020 | Elección al Senado de los Estados Unidos en Kentucky de 2020 | Elección al Senado de los Estados Unidos en Kentucky de 2020 | Elección al Senado de los Estados Unidos en Kentucky de 2020 | Elección al Senado de los Estados Unidos en Kentucky de 2020 | Elección al Senado de los Estados Unidos en Kentucky de 2020 |
| Partido                                                      | Partido                                                      | Candidato/a                                                  | Votos                                                        | %                                                            |                                                              |
| ------------------------------------------------------------ | ------------------------------------------------------------ | ------------------------------------------------------------ | ------------------------------------------------------------ | ------------------------------------------------------------ | ------------------------------------------------------------ |
|                                                              | Republicano                                                  | Mitch McConnell (titular)                                    | 1,233,315                                                    | 57.76%                                                       |                                                              |
|                                                              | Demócrata                                                    | Amy McGrath                                                  | 816,257                                                      | 38.23%                                                       |                                                              |
|                                                              | Libertario                                                   | Brad Barron                                                  | 85,386                                                       | 4.0%                                                         |                                                              |
| Total                                                        | Total                                                        | Total                                                        | 2,135,057                                                    | 100.0%                                                       |                                                              |
| Margen de victoria                                           | Margen de victoria                                           | Margen de victoria                                           | 417,058                                                      | 19.53%                                                       |                                                              |
|                                                              | Control Republicano                                          |                                                              |                                                              |                                                              |                                                              |